# 無敵浩克
是一部於2008年上映的美國超級英雄電影，改編自漫威漫畫旗下的同名超級英雄角色浩克，本片由漫威影業和環球影業共同制作，並由環球影業負責發行，為漫威電影宇宙的第二部電影作品。本片由路易斯·賴托瑞執導，塞克·潘撰寫劇本，並由艾德華·諾頓、麗芙·泰勒、提姆·羅斯、提姆·布萊克·尼爾森、泰·布利爾與威廉·赫特等人主演。
本片於2008年6月8日在美國加利福尼亞州環球市的環球劇院舉行首映禮，並於6月13日開始在美國發行，而且收穫普遍影評人的積極評論。影評人主要稱讚其優越的視覺效果、動作場面及對主角的描繪。儘管本片在其首映週末位居票房排名冠軍，但全球總票房收入僅2.63億美元。
由于本片的票房收入不理想，加上當時的漫威娛樂的經濟狀況十分困难，漫威影業亦于翌年被華特迪士尼公司收購，本片成为最后一部由漫威影業独立制作的电影，而由於浩克的電影改編權至今仍屬於環球影業，因此華特迪士尼公司無法製作任何續集作品，在Disney+上亦只有少數地區上架。

## 劇情
2005年，賽迪斯·羅斯將軍在美國弗吉尼亞州的卡爾弗大學與科學家布魯斯·班納博士會面，這次會面的目的是有關羅斯聲稱讓人類對伽瑪射線免疫的實驗。在那場實驗中，羅斯希望重啟於第二次世界大戰時期有關「超級士兵」的一場實驗，但因為該實驗失敗並出了意外，班納為了拯救同事而被伽瑪射線照射到身體，繼而產生異變，這導致他每當被激怒時，心跳率只要每分鐘跳超過200次便會短暫地變成一個綠色的巨人並擁有無窮的力量，成為他的分身「浩克」。剛變身的浩克把實驗室摧毀並傷害和殺死裡面的人。軍方尤其是羅斯將軍希望利用他的超能力成為武器，因此到處追捕他。班納刻意消聲匿跡，更躲避他深愛的女友兼羅斯將軍的女兒貝蒂並切斷他以往生活中的任何關係，班納為了躲避羅斯將軍的追蹤而到遠處隱居之餘不忘尋找解藥，從此過著如逃犯一般的生活。
五年後，班納在巴西里約熱內盧的一家飲料工廠工作，期間不斷搜索治癒自己的方法。在網上，他認識了一位自稱「藍先生」的研究人員森繆·史當斯合作研究治癒的辦法，而班納則自稱為「綠先生」。班納聽從史登斯的建議學習瑜伽技巧以幫助自己控制情緒，並且在五個月內都沒有變身成為浩克。然而在一次意外中，班納割傷手指，他的血滴進一瓶飲料中，該瓶飲料後來被一名居住於美國威斯康辛州密爾沃基的一位老人喝掉而把伽瑪病變傳染給他。羅斯將軍利用那個瓶子追蹤到班納，他派出一支由來自俄羅斯的英國皇家海軍陸戰隊僱傭兵艾米爾·布朗斯基領導的特種部隊去捉拿他。班納轉變成浩克並把布朗斯基的隊伍擊敗。後來羅斯將軍向布朗斯基解釋班納如何變成浩克後，布朗斯基同意把少量類似的血清注射到其體內，成為了「惡煞」。雖然這讓他在速度，力量，敏捷和癒合速度都有所增強，但他的骨骼也開始變形，同時亦損害了他的判斷力；而且，惡煞的毀滅力量甚至超過浩克，但浩克最後仍靠着自己的憤怒所帶來的力量打敗了惡煞。布朗斯基後來被關進監獄，班納則回到加拿大隱居並練習控制自己。
失意買醉的羅斯將軍後來被東尼·史塔克找上，東尼說：「我們正在組成一個聯盟。」羅斯將軍疑惑地看著他，隨後問了一句：「『我們』是誰？」

## 角色
| 角色                  | 演員                                  | 簡介 |
| 布魯斯·班納／浩克     | 艾德華·諾頓 浩克形態配音：卢·弗里基诺 | 因為在一次實驗中照射到伽瑪射線而使其身體產生異變，每當感到憤怒或興奮時便會變身成擁有無窮力量的綠色巨人「浩克」。                                  |
| 貝蒂·羅斯             | 麗芙·泰勒                             | 羅斯將軍的女兒，班納的女友，與父親感情不睦。 |
| 艾米爾·布朗斯基／惡煞 | 提姆·羅斯                             | 一名來自俄羅斯的僱傭兵，為了對抗浩克而自願成為羅斯將軍的實驗品，變成一隻邪惡的綠色怪物「惡煞」。後來被關進監獄。                                  |
| 森繆·史當斯           | 提姆·布萊克·尼爾森                    | 一名細胞生物學博士，亦是班納的網友藍先生（Mr.Blue）。                                                                                             |
| 李奧納多·山森博士     | 泰·布利爾                             | 一名精神科醫生，貝蒂的新男友。 |
| 賽迪斯·羅斯將軍       | 威廉·赫特                             | 企圖捕捉班納，並打算利用其身體進行「超級士兵」計畫。                                                                                              |
| 東尼·史塔克／鋼鐵人   | 小勞勃·道尼 Robert Downey Jr.         | 片尾客串。為了阻止世界安全理事會託付神盾局說服羅斯釋放惡煞並加入復仇者聯盟的計畫而被菲爾·考森派來當顧問並破壞此計劃。參見漫威短片《神盾顧問》（The Consultant） |
| 凱絲琳·史帕爾少校     | 克莉斯汀·卡波                         | 羅斯將軍的部下。 |

### 客串
- 史丹·李

《浩克》漫畫的原作者，在片中客串飾演一名喝下混有浩克的血液的一瓶汽水的老人。
- 馬丁·斯塔爾

卡爾佛大學最聰明的學生，允許班納使用教室裡的電腦。在本片中被稱為「電腦宅男」。馬丁·斯塔爾後來在蜘蛛侠系列电影中飾演“蜘蛛人”彼得·帕克的老師羅傑·哈靈頓，官方設定與本片為同一角色。
- 卢·弗里基诺

在1978年的浩克電視劇中飾演浩克的演員，在片中客串飾演貝蒂的實驗室所在的生物科技大樓的一名老警衛。

## 與2003年電影《綠巨人浩克》間的差異
- 照射到伽瑪射線的原因：

在2003年的版本中，班納因一次實驗設備維護意外，為了保護同事而被伽瑪射線所照射；本片則是因自願參與實驗而遭伽瑪射線照射。
- 賽迪斯·羅斯將軍的立場：

在2003年的版本中，羅斯將軍反對班納的父親大衛·班納進行超級士兵的人體實驗；本片則反而變成了「超級士兵」計畫的指使者。
- 變身成浩克的原因：

在2003年的版本中是由於遺傳自父親的改造基因被伽瑪射線激發所致；本片則是為了解析並複製亞拉伯罕·艾斯金博士在第二次世界大戰時期用在美國隊長身上的血清，認為伽瑪射線是破解血清的原始配方的關鍵，以自己做人體實驗所致。

## 發行
《無敵浩克》於2008年6月8日在美國加利福尼亞州環球市首映，並於6月13日在美國廣泛發行。

### 評價
根据評論匯總网站爛番茄汇总的237篇评论文章，68%的评论家给予该作正面评价，使之獲得「認證新鮮」標識，平均打分为6.2分（满分10分）。在Metacritic上，38位影評人共給予了61分的分數（滿分100分），這部電影獲得了「普遍好評」。據CinemaScore調查顯示，男性觀眾佔大多數，平均評價於A+至F間落於「A-」，且82%的觀眾看過2003年版本的《綠巨人浩克》。

### 票房
本片在北美的總票房為1.348億美元，其他地區收穫1.286億美元，全球總計2.63億美元。電影的票房僅小幅超越了李安於2003年拍攝的《綠巨人浩克》。该片的票房失败间接导致了漫威娛樂被華特迪士尼公司吞并。

#### 北美
首映週末，本片在美國和加拿大的3,505家電影院中收穫5,540萬美元，位居當週冠軍。2003年的《綠巨人浩克》在首週即收穫了6,220萬美元，但次週便下跌了70%，而本片僅下跌60%。

#### 其他地區
本片還在其他38個國家上映，使首映當天增加了3,100萬美元的票房。其票房創下了環球影業在墨西哥和俄羅斯首映的紀錄。電影於8月26日在中國上映，當天總共收入2400萬人民幣（約合340萬美元），超越了2003年的版本。

## 後續
漫威影業目前仍沒有打算拍攝浩克的個人電影續集，浩克的電影發行權至今依然在環球影業手上，浩克的下一個故事發生在2012年電影《復仇者聯盟》中，不過浩克則改由馬克·盧法洛飾演，並已經與漫威影業簽下了數部電影的合約。凱文·費吉也表示浩克這個角色最有意思的部份在於他與其他人類的互動，因此日後本系列也會繼續深入描寫這個角色。
2020年，漫威影業宣布為Disney+製作電視劇《律師女浩克》，透過本劇深入描繪浩克與表妹珍妮佛·華特斯之間的關係。

## 備註
1. ↑  依照漫威電影宇宙上映次序。
2. ↑  依照漫威電影宇宙中故事發生的時間次序，參見漫威电影宇宙#時間線。
3. ↑  參見2011年電影《美國隊長：復仇者先鋒》。
4. ↑  後續劇情參見2022年電視劇《變形女俠：律政英雌》。
5. ↑  後續劇情參見2012年電影《復仇者聯盟》。
6. ↑  在電影《復仇者聯盟》中所提到。

## 外部連結
- 官方网站
- 互联网电影数据库（IMDb）上《無敵浩克》的资料（英文）
- AllMovie上《無敵浩克》的资料（英文）
- 爛番茄上《無敵浩克》的資料（英文）
- Box Office Mojo上《無敵浩克》的資料（英文）
- Metacritic上《無敵浩克》的資料（英文）
- 開眼電影網上《無敵浩克》的資料（繁體中文）
- Yahoo奇摩電影上《無敵浩克》的資料（繁體中文）
- 豆瓣电影上《無敵浩克》的資料 （简体中文）
- 时光网上《無敵浩克》的資料（简体中文）